# 若松南海岸通り

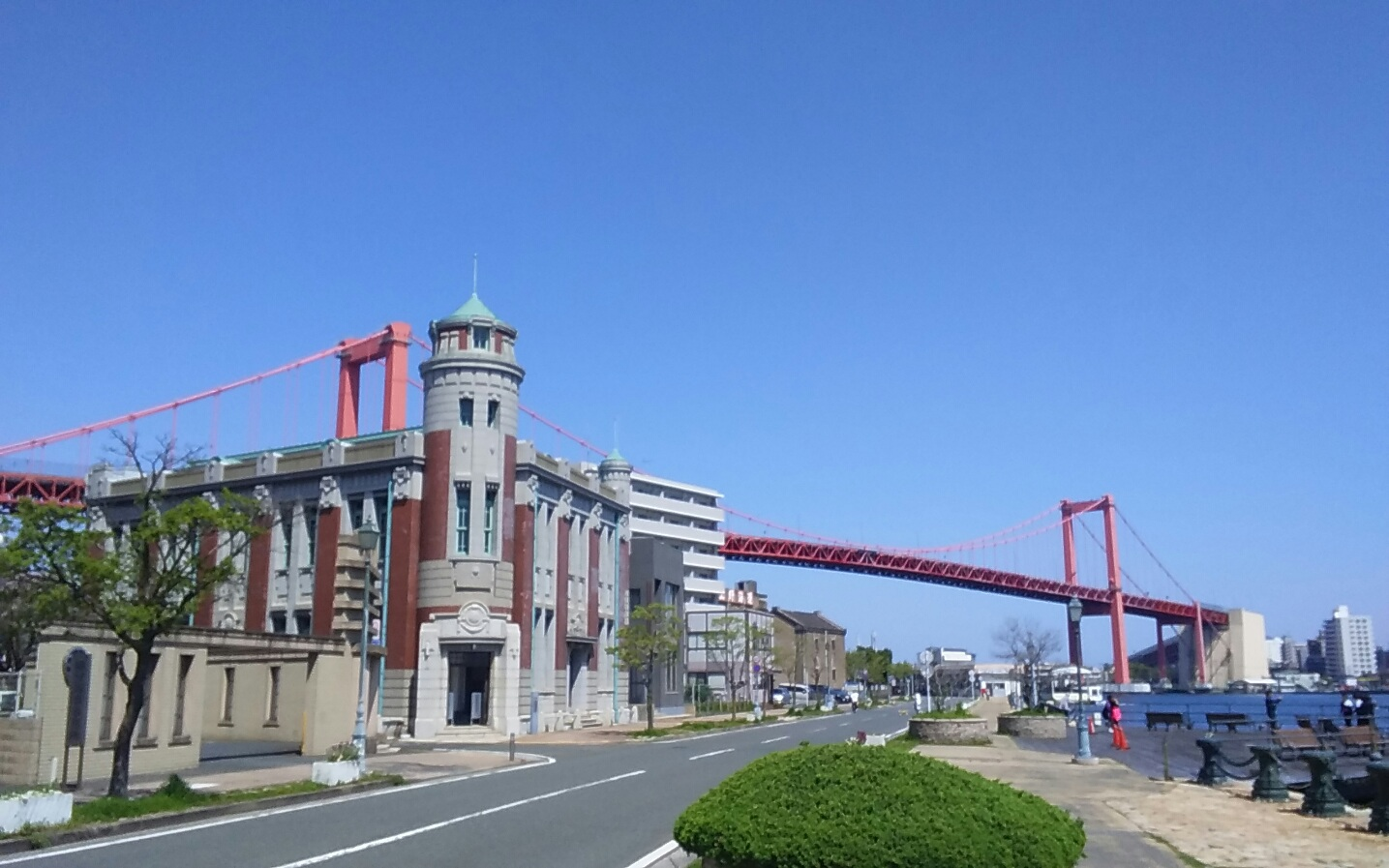
若松南海岸通りと若戸大橋

若松南海岸通り（わかまつみなみかいがんどおり）は、北九州市若松区の中心部にある道路を指す名称である。「若松バンド」とも呼ばれる。

## 概要
若松区中心市街地の洞海湾沿いにあり、この地域が石炭積出港として栄えた大正期の建物群が立ち並ぶ通り。港湾機能を持ちながら独自の景観を残す都市は日本唯一であり、映画の撮影スポットとしても知られている。

## 沿道の施設など
- 旧古河鉱業若松ビル：1919年に建設された、通りを象徴する建築物。近代化産業遺産・国有形文化財に指定されており、現在は多目的ホールや会議室などとして利用されている[3]。
- 旧ごんぞう小屋：若松で「ごんぞう」と呼んでいた、船で石炭荷役をする労働者の詰所跡に建てられた休憩所[4]。
- 若戸大橋
- 上野ビル（旧三菱合資会社若松支店）
- 旧麻生鑛業ビル：2006年に解体された[1]。
- 石炭会館：区内に現存する洋館としては最古。現在は店舗や事務所として使用されている[5]。
- 杤木ビル：杤木商事株式会社が本社として建設した建築物。洞海湾を背に建てられており、道路側と海側の両方に玄関がある[6]。

## ギャラリー

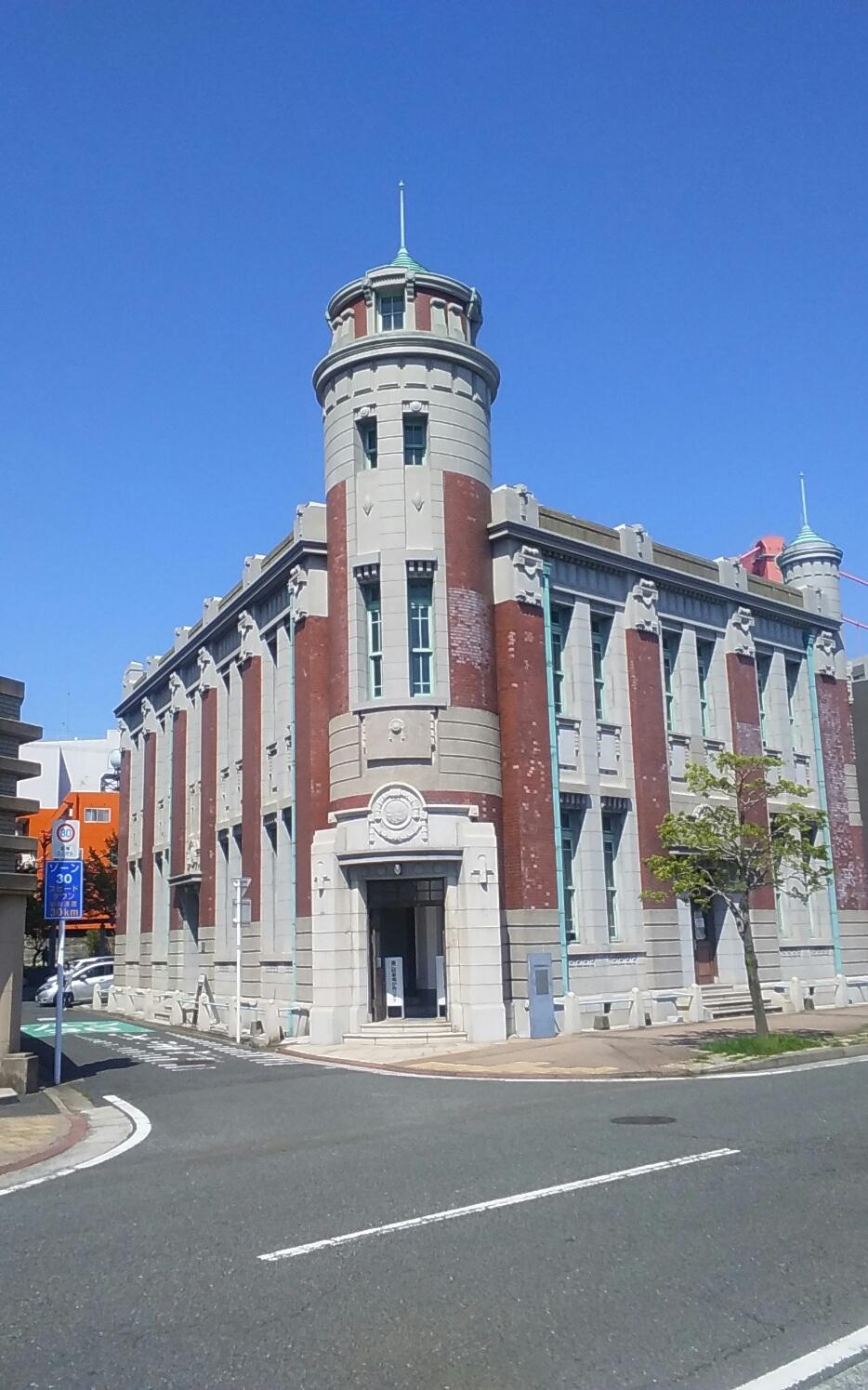
旧古河鉱業若松ビル
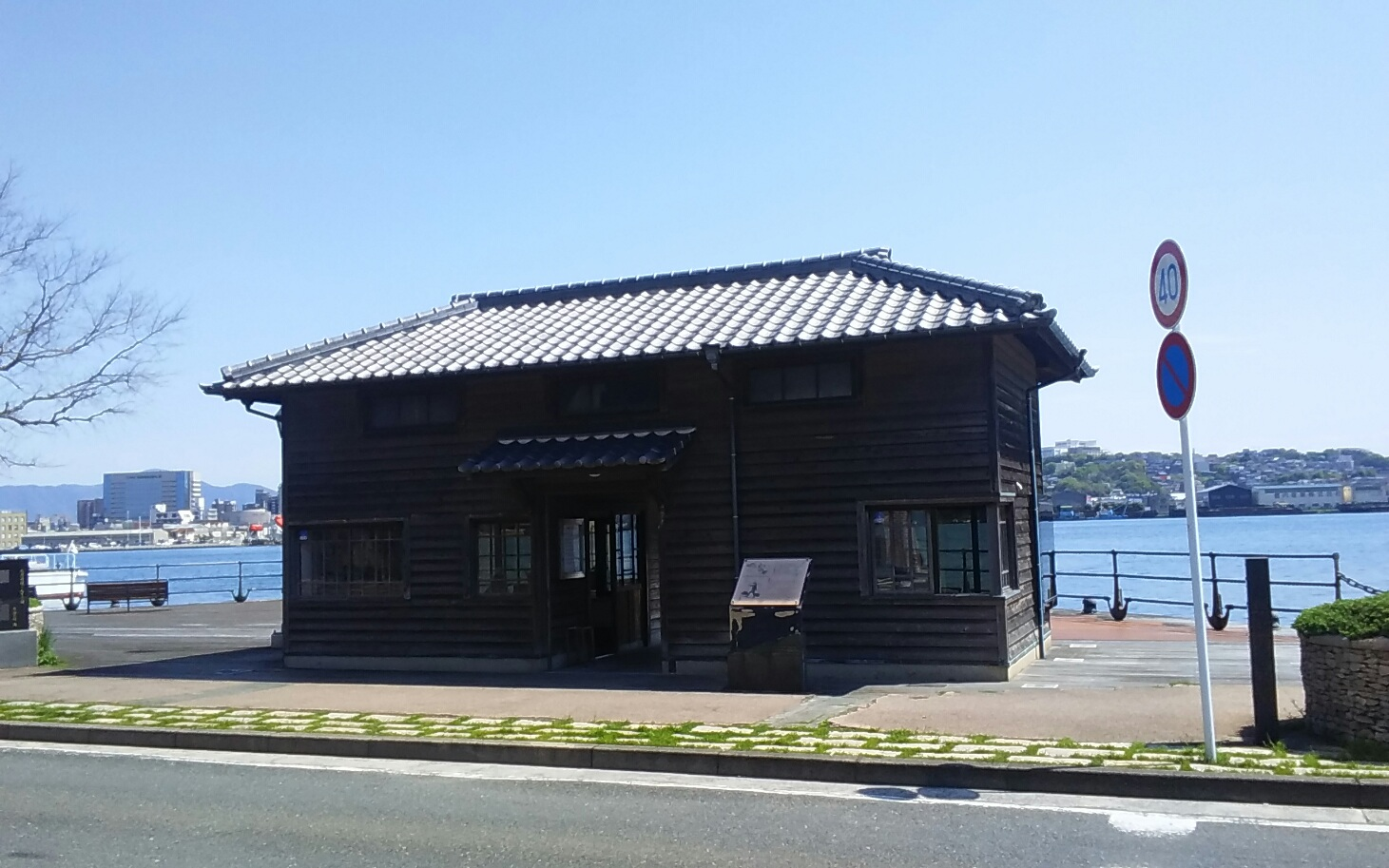
旧ごんぞう小屋
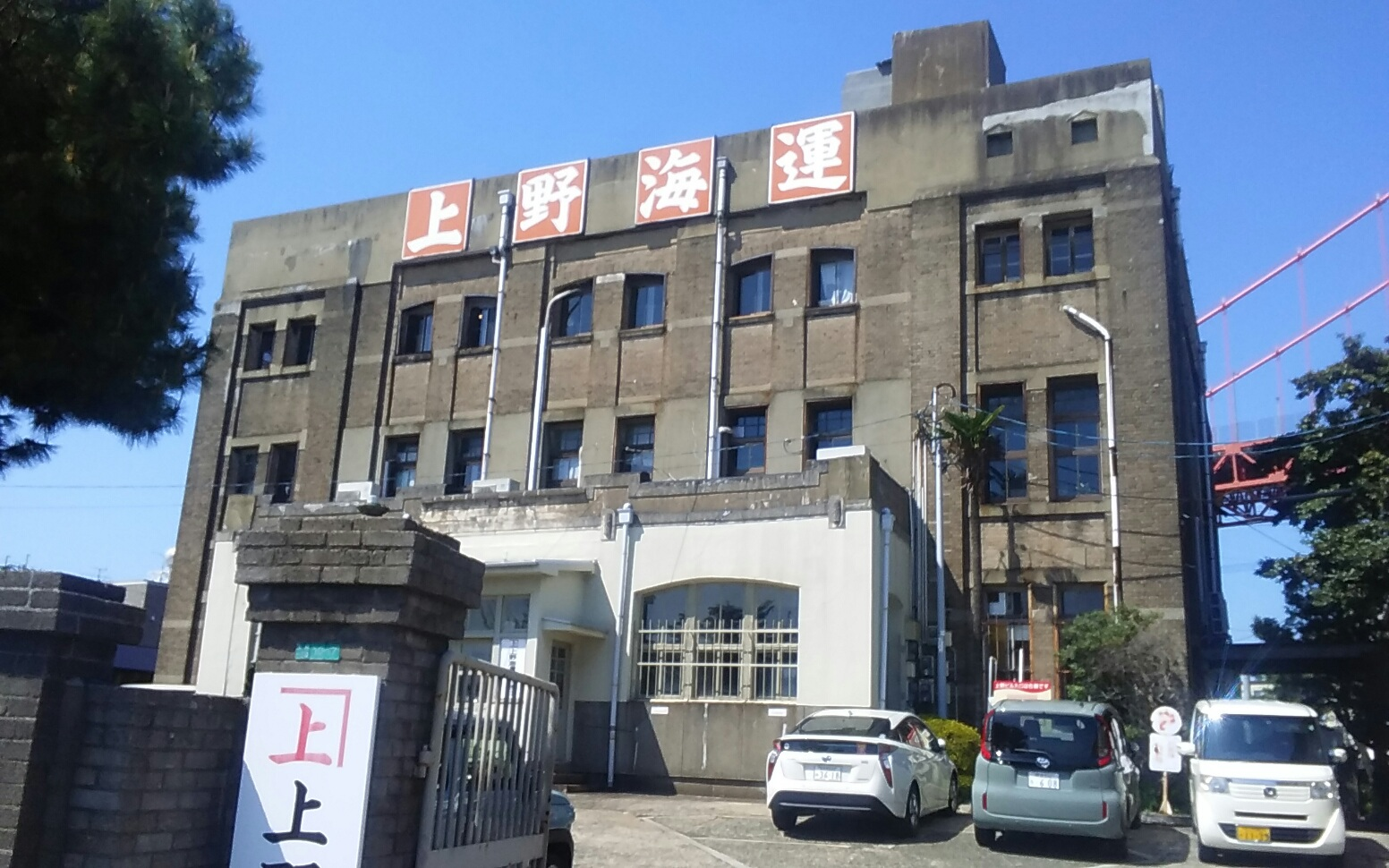
上野ビル
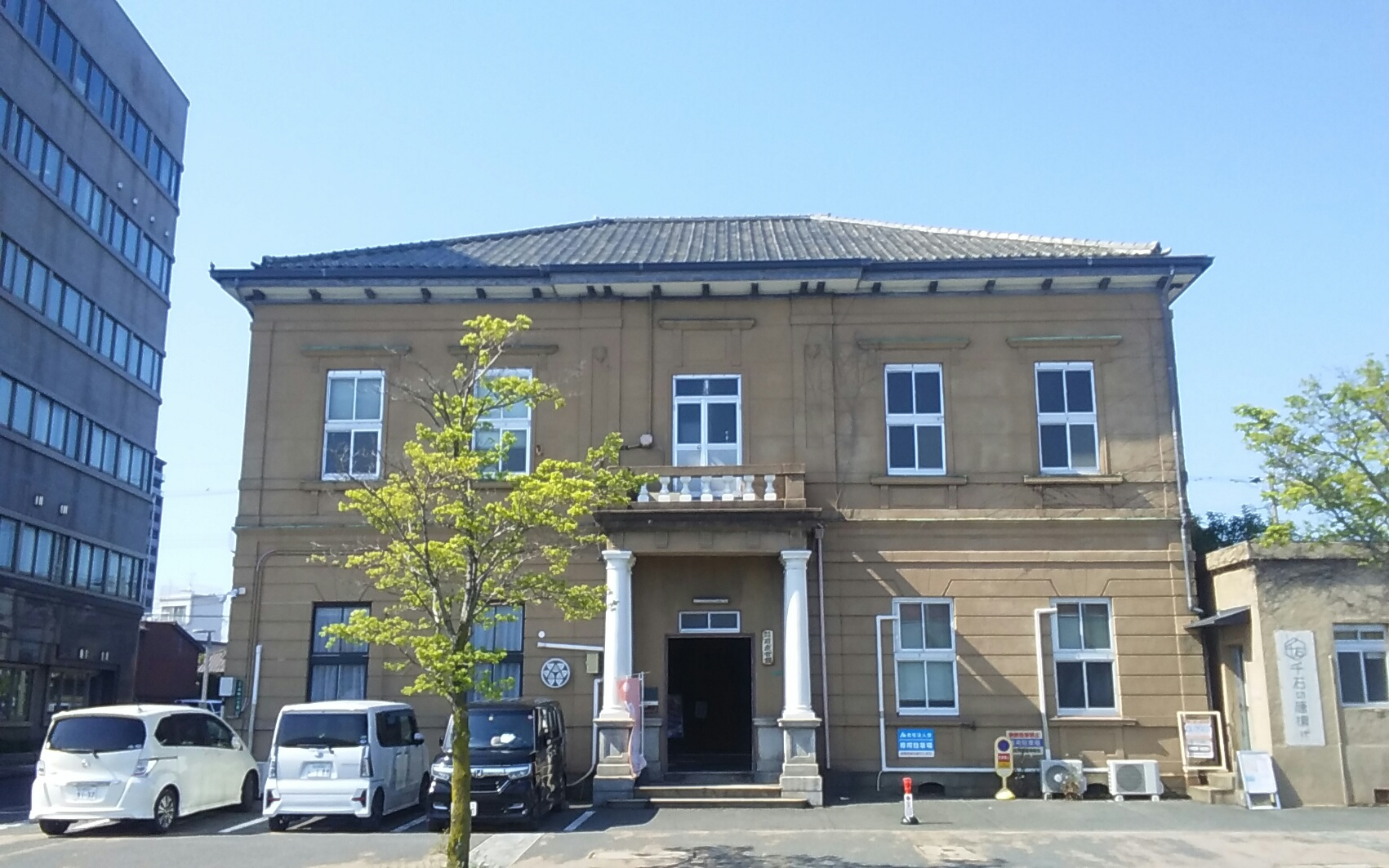
石炭会館
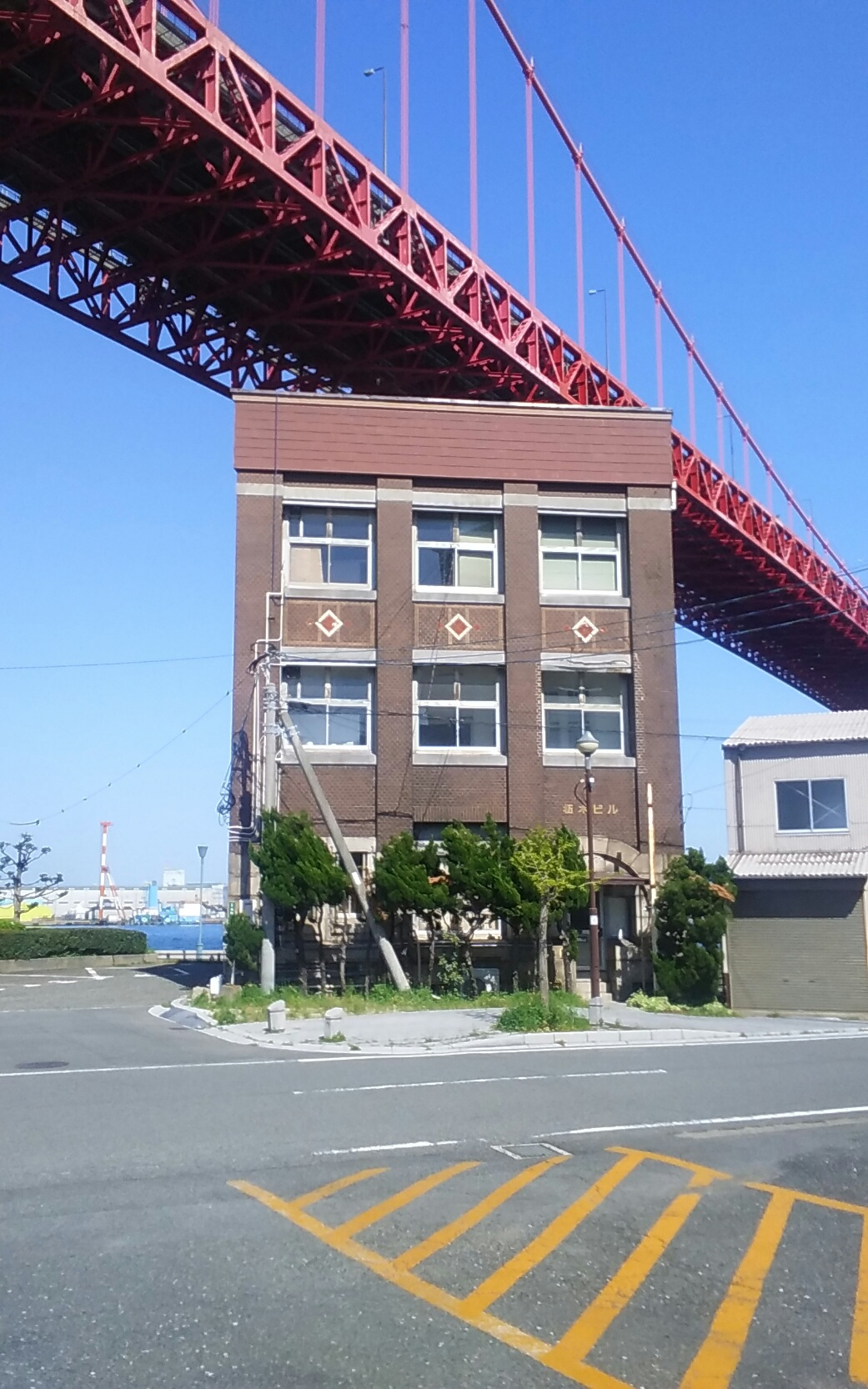
杤木ビルと若戸大橋
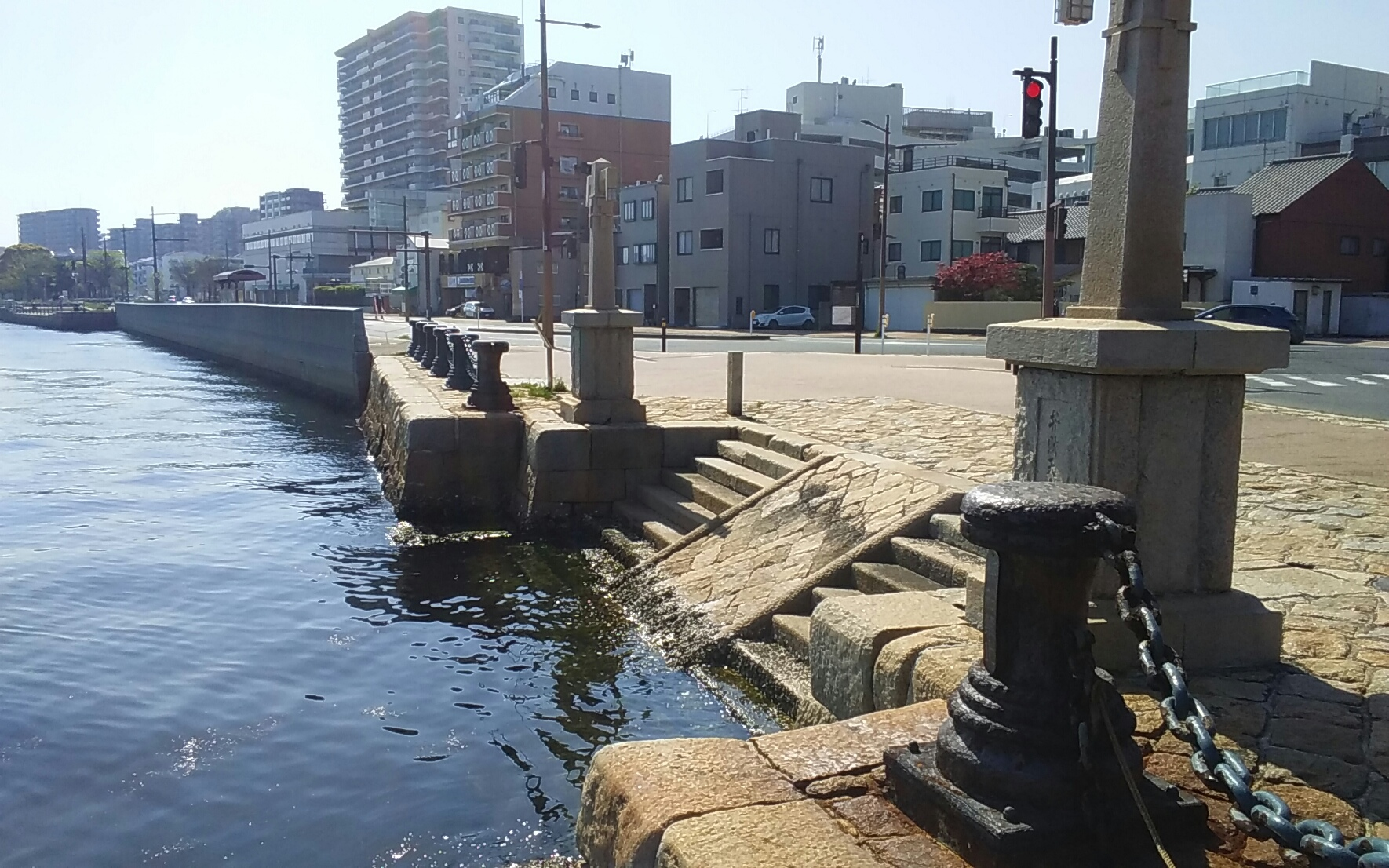
弁財天上陸場
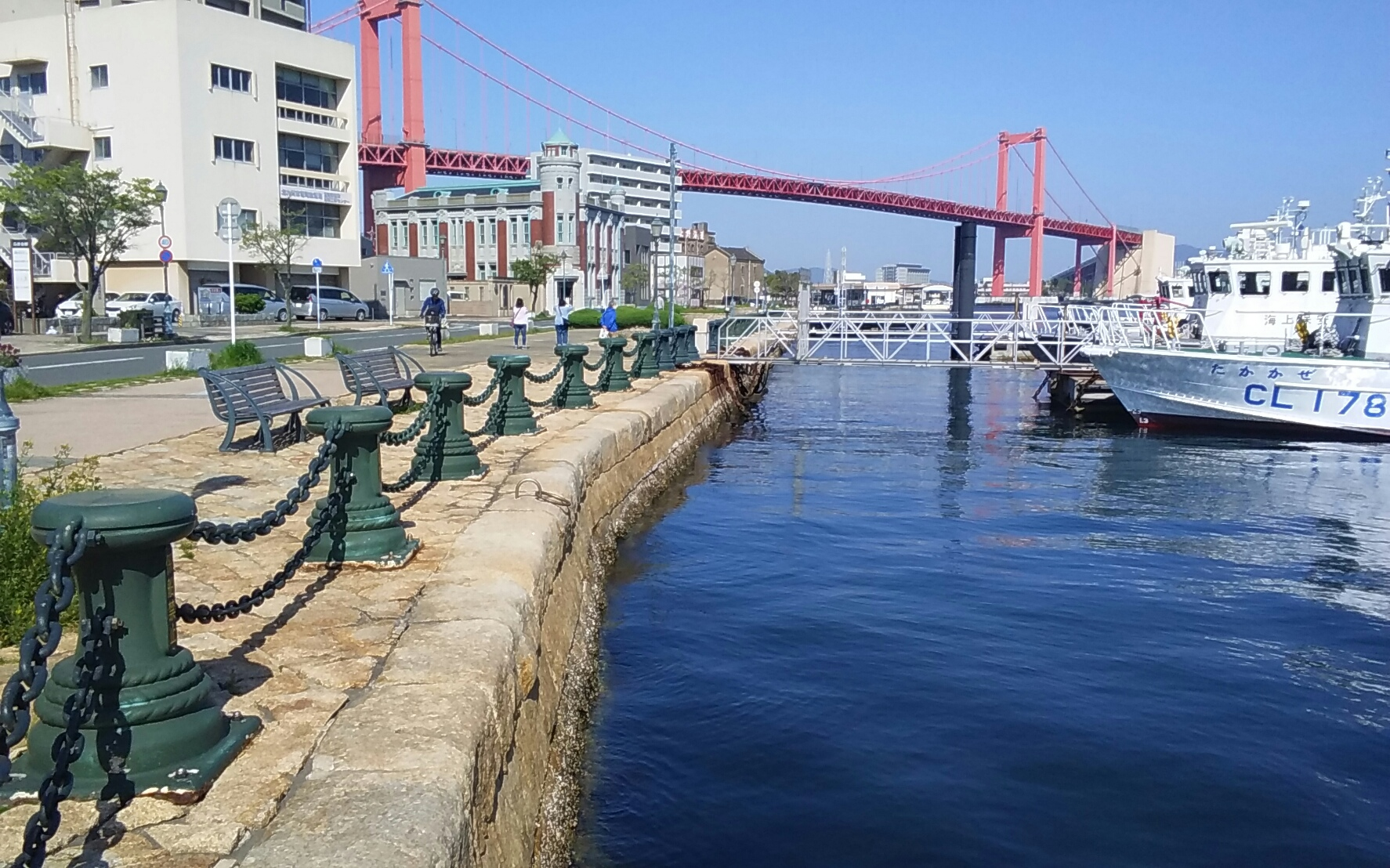
若松南海岸物揚場

## アクセス
- JR九州筑豊本線若松駅より徒歩9分（740m）。
- JR九州鹿児島本線戸畑駅より北九州市営バス7系統・9系統に乗車し「若松南海岸通り」下車すぐ。もしくは駅から徒歩6分（430m）の「戸畑渡場」から若戸渡船に乗船し、「若松渡場」下船すぐ。
- マイカーの場合、若戸大橋若松口より980m。

## 関連リンク
- 若松南海岸 - 北九州市